# Francisco António Pereira de Lemos
Francisco António Pereira de Lemos (Alfândega da Fé, Vilarelhos, 1799 - Alfândega da Fé, Vilarelhos, 25 de Outubro de 1883) foi um empresário agrícola e político português.

## Biografia
Último Senhor do Morgado de Vilarelhos, Bacharel formado em Direito pela Faculdade de Direito da Universidade de Coimbra, foi Deputado às Cortes.

## Descendência
Teve de Angelina do Espírito Santo Rodriguez (Alfândega da Fé, Vilarelhos - ?), filha de Juan Rodríguez (Verín - ?), Galego, e de sua mulher Maria da Conceição (Alfândega da Fé, Vilarelhos - ?), uma filha natural, Maria Augusta Pereira de Lemos (Alfândega da Fé, Vilarelhos, 18 de Agosto de 1857 - Alfândega da Fé, Vilarelhos, 20 de Abril de 1935), Herdeira, Senhora da Casa dos Lemos de Vilarelhos, casada em Alfândega da Fé, Vilarelhos a 13 de Julho de 1874 com Camilo de Mendonça Machado de Araújo (Mirandela, Abreiro, 28 de Fevereiro de 1849 - Alfândega da Fé, Vilarelhos, 31 de Outubro de 1922), com geração.